# Nachal Kziv
Nachal Kziv (hebrejsky: נחל כזיב) je vádí v Izraeli, v Severním distriktu.
Délka dosahuje cca 20 kilometrů a jde tak o nejdelší vodní tok v západní Galileji. V části své trasy má celoroční vodní průtok.

## Průběh toku
Nachal Kziv pramení v masivu Har Meron nedaleko města Bejt Džan. Teče pak severozápadním směrem, přičemž míjí okraj města Ma'alot-Taršicha. Následuje úsek s výrazně zahloubeným údolím, kde míjí ruiny křižáckého hradu Montfort. Tato oblast je přírodní rezervací. Dál k západu se údolí postupně rozšiřuje a vádí vchází do Izraelské pobřežní planiny. Ústí do Středozemního moře severně od města Naharija, v lokalitě národního parku Achziv.

## Přítoky
levostranné
- Nachal Šfanim
- Nachal Peki'in
- Nachal Bartut

pravostranné
- Nachal Admonit
- Nachal Zeved
- Nachal Ofa'im
- Nachal Moran
- Nachal Chiram
- Nachal Zavit